# Giovanni Carlo Boschi
Giovanni Carlo Boschi (Faenza, 9 aprile 1715 – Roma, 6 settembre 1788) è stato un cardinale e arcivescovo cattolico italiano.

## Biografia
Nacque a Faenza il 9 aprile 1715 da nobile famiglia, il suo primo maestro fu lo zio Giovanni Boschi, canonico e arciprete della cattedrale.
Papa Clemente XIII lo elevò al rango di cardinale nel concistoro del 21 luglio 1766.
Nel conclave del 1774-1775 in cui fu eletto papa Pio VI la Spagna pose un veto contro il cardinal Boschi, considerato troppo favorevole ai gesuiti.
Il 20 settembre 1784 optò per il titolo cardinalizio di San Lorenzo in Lucina.
Morì il 6 settembre 1788 all'età di 73 anni.

## Genealogia episcopale e successione apostolica
La genealogia episcopale è:
- Cardinale Scipione Rebiba
- Cardinale Giulio Antonio Santori
- Cardinale Girolamo Bernerio, O.P.
- Arcivescovo Galeazzo Sanvitale
- Cardinale Ludovico Ludovisi
- Cardinale Luigi Caetani
- Cardinale Ulderico Carpegna
- Cardinale Paluzzo Paluzzi Altieri degli Albertoni
- Papa Benedetto XIII
- Papa Benedetto XIV
- Papa Clemente XIII
- Cardinale Giovanni Carlo Boschi

La successione apostolica è:
- Vescovo Paolo Orefici (1768)
- Vescovo Roberto Costaguti (1778)
- Arcivescovo Giulio Cesare Zollio (1785)
- Cardinale Bartolomeo Pacca (1786)
- Vescovo Tiburzio Cortese (1786)
- Cardinale Antonio Gabriele Severoli (1787)
- Vescovo Lorenzo de Dominicis (1787)